# Bahnhof Headcorn

Der Bahnhof Headcorn liegt an der South Eastern Main Line, bis 1954 war hier der nördliche Endpunkt der Kent and East Sussex Railway. Der Bahnhof und die Zugverbindungen werden allesamt von Southeastern betrieben.

## Geschichte

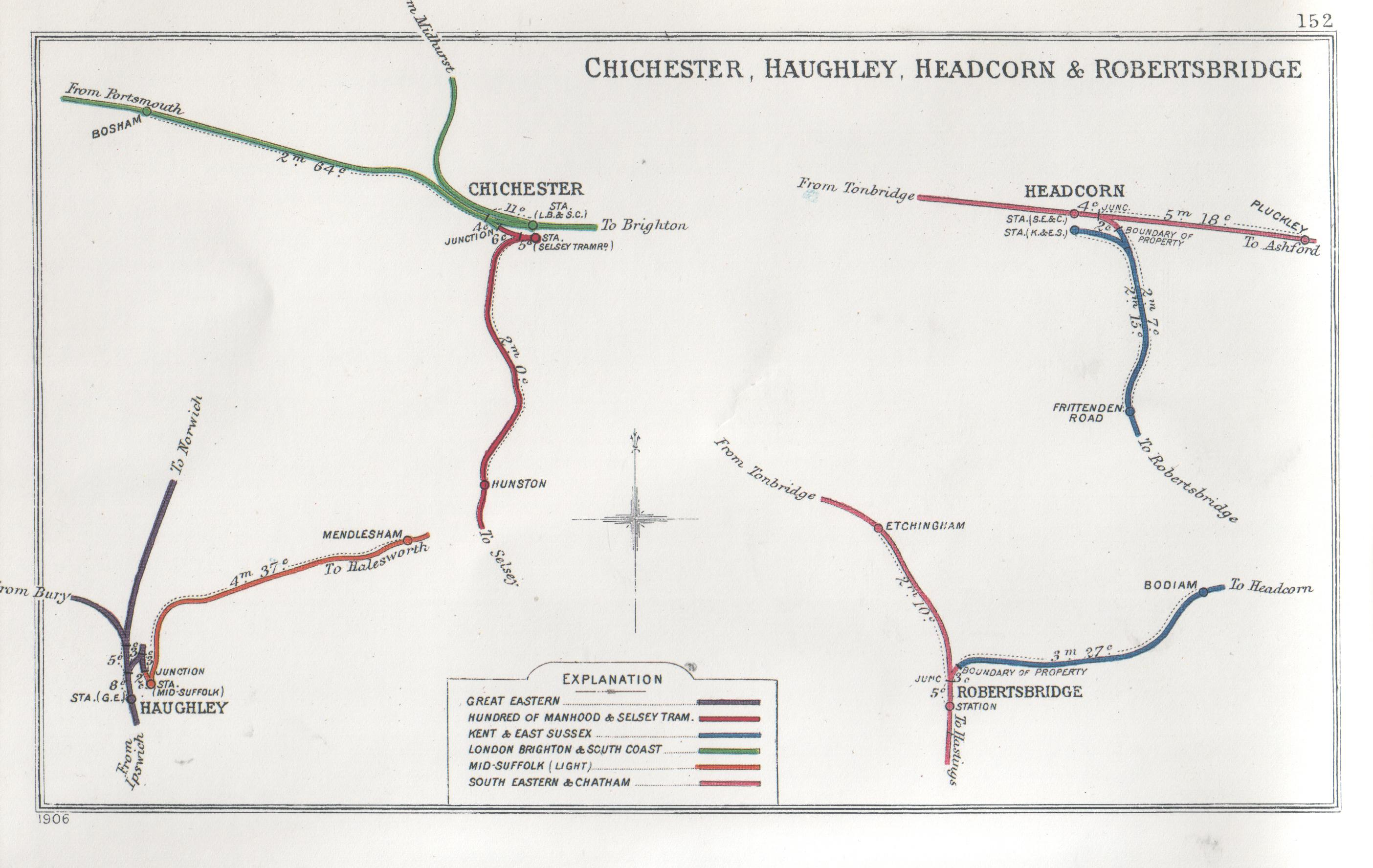
Eine Railway-Clearing-House-Karte von 1914

Der Bahnhof Headcorn wurde im August 1842 als Teil der Verlängerung der South Eastern Main Line der South Eastern Railway von Tonbridge aus eröffnet. Wie andere Bahnhöfe der SER außerhalb des Großraums London auch wurde der Bahnhof Headcorn mit Seitenbahnsteigen und einem eingeschossigen hölzernen Bahnhofsgebäude erbaut. Die South Eastern Main Linie wurde im Dezember 1842 bis Ashford, im Dezember 1843 bis Folkestone und bis Dover im Februar 1844 eröffnet. Eine Brücke zwischen Headcorn und Staplehurst war der Ort eines Unfalles im Jahre 1865.
1905 wurde der Bahnhof der nördliche Endpunkt der Kent and East Sussex Railway, mit einem Verbindungsgleis auf der Ashforder Seite des Bahnhofs. Die KESR hatte ihre eigenen Bahnsteig, und ein Wellblechgebäude wurde hierher aus Tenterden versetzt. Der Bahnhof, bekannt als Headcorn Junction bei der KESR, wurde zwischen 1924 und 1930 von der Southern Railway umgebaut, zwei neue Durchfahrtsgleise wurden dabei gebaut. Dazu wurden auch die Bahnsteiganlagen umgebaut, unter anderem bekam die KESR einen neuen Betonbahnsteig im Westen.

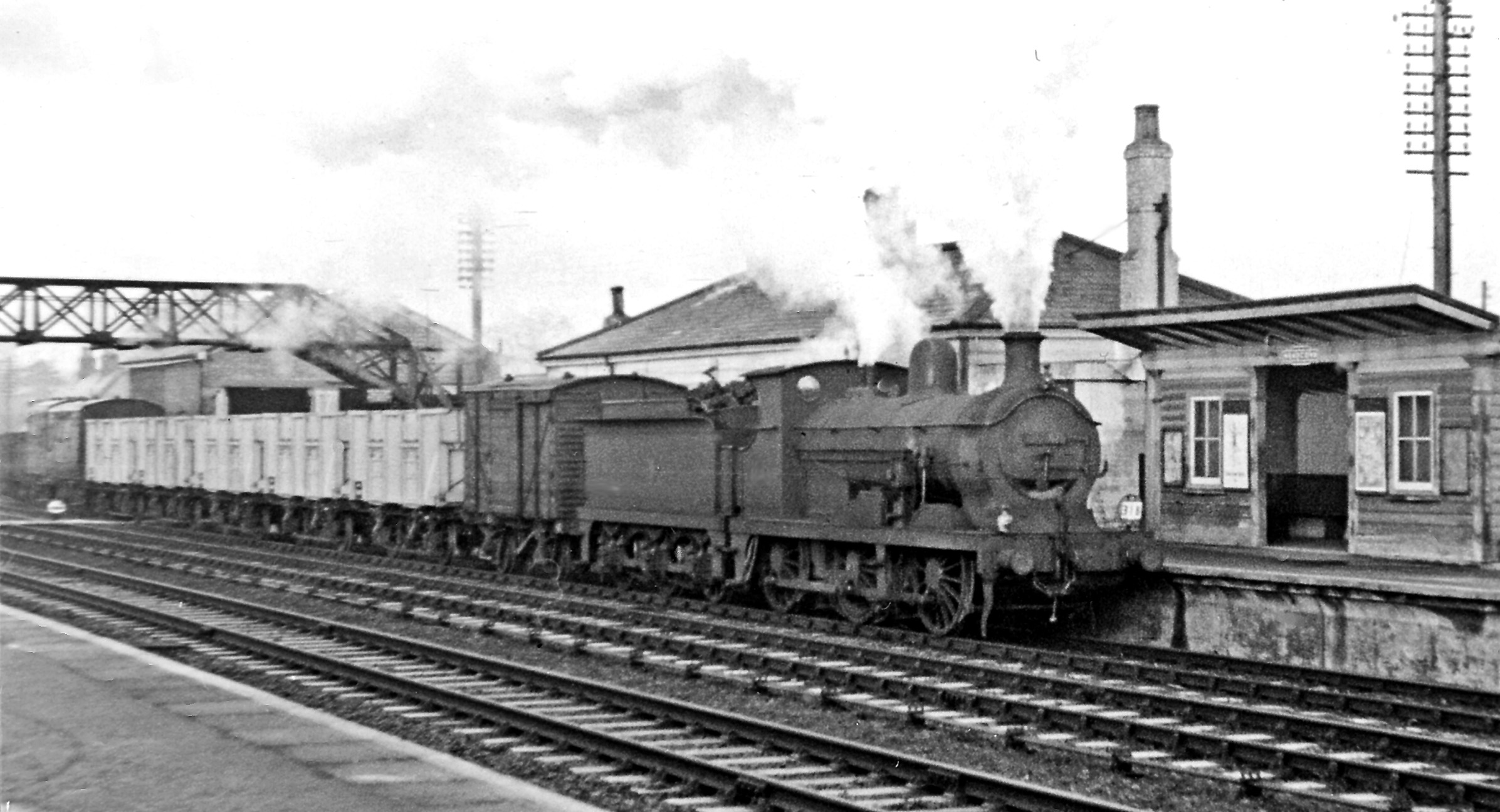
0-6-0 vor einem Güterzug 1954

Mit dem Umbau wurde auch eine Überführung und ein neues Stellwerk für die Hauptbahn gebaut. Auch wurde ein Verbindungsgleis zwischen dem Bahnhofsteil der KESR und der Strecke Richtung London gebaut, die Anlagen der KESR bestanden nun aus zwei Schleifen und einem Abstellgleis.
Nach Rückgang der Passagier- und Frachttransporte wurde die KESR zwischen Headcorn und Tenterden 1954 komplett geschlossen. 1962 wurden die Güterverladeanlagen stillgelegt, aus dem Güterbahnhof wurde ein Parkplatz. Die originalen Gebäude der SER überlebten jedoch bis 1988, dann wurden sie von British Rail als Teil einer Modernisierung abgerissen. Ein neues Bahnhofsgebäude aus rotem Backstein wurde am 11. Mai 1989 offiziell von Ann Widdecombe, damals Maidstones Unterhausmitglied, eingeweiht; Wetterschutzhäuschen wurden auf den Bahnsteigen gebaut. 1994 wurde eine neue Güterzugschleife für Güterzugverbindungen des Kanaltunnels gebaut.

## Verbindungen (Stand Dezember 2016)
Außerhalb der Hauptverkehrszeiten verkehren die Züge in der Regel so:
- zwei Züge pro Stunde nach London Charing Cross
- ein Zug pro Stunde nach Dover Priory
- ein Zug pro Stunde nach Ramsgate über Canterbury West[10]